# Kolibří vydání

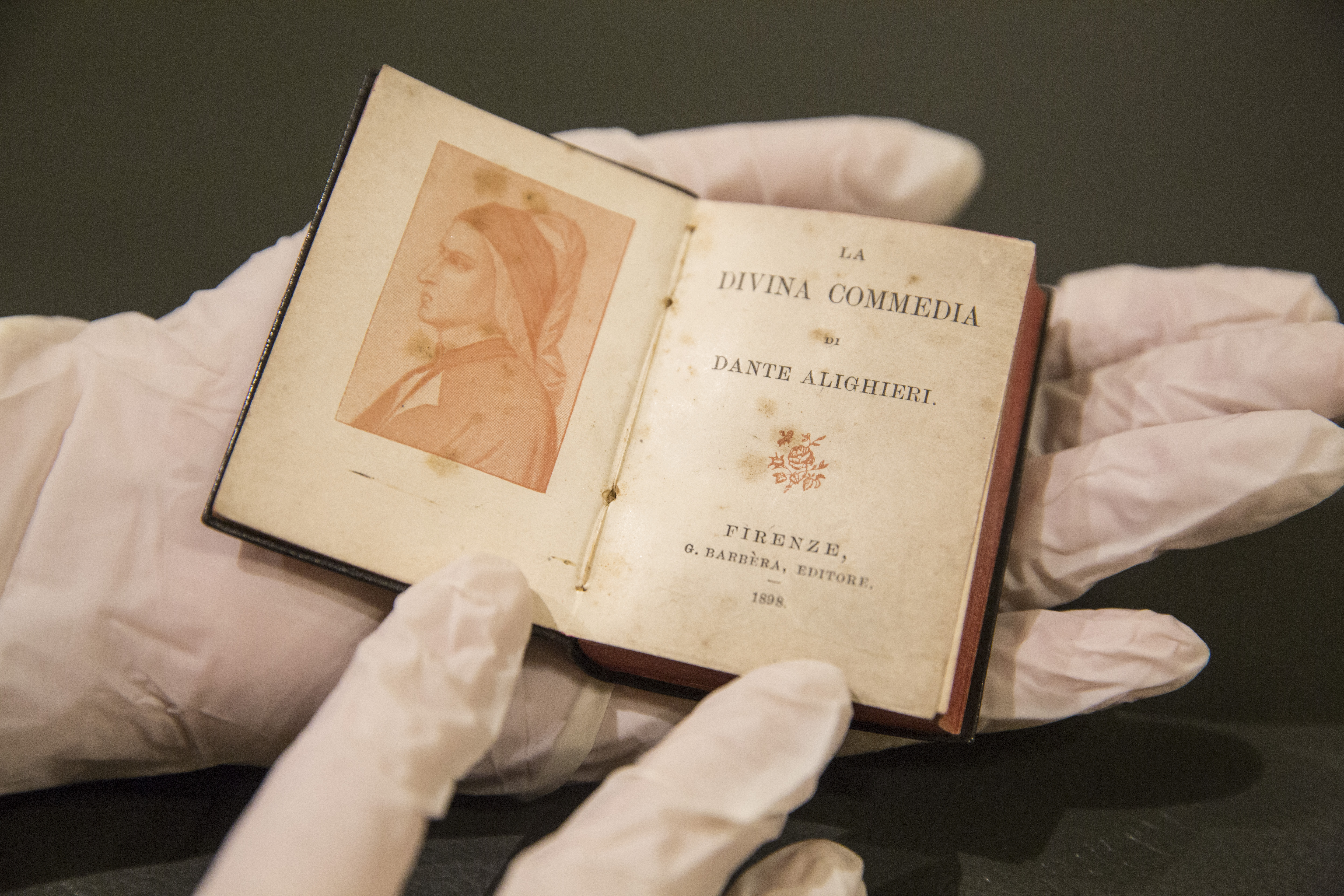
Kolibří vydání Danteho Božské komedie

Kolibří vydání je označení pro knihu s výškou menší než 10 cm. Často bývá vytištěna jen v malém nákladu v luxusním provedení – se speciální vazbou a výzdobou, na kvalitním papíře a zvláštním typem písma. Je to tedy záležitost především pro bibliofily. Obsahem je většinou poezie.